# Edmundo Rivero
Leonel Edmundo Rivero (Valentín Alsina, 8 de junio de 1911-Buenos Aires, 18 de enero de 1986) fue un cantor, guitarrista y compositor argentino de tango. Por su particular tesitura de voz, estilo, repertorio y extensa trayectoria, es considerado uno de los mayores artistas de la historia del género.

## Biografía
Su bisabuelo materno, inglés, de nombre Lionel, había sido lanceado a mediados del siglo XIX por los indios pampas, le dejó la herencia del pelo rubio y el primer nombre (su nombre completo era Leonel Edmundo Rivero).
Edmundo Rivero nació con  acromegalia, lo que llevó a que en la adultez esa condición desarrollara sus marcadas facciones, su voz profunda y su gran altura. Siendo muy chico Edmundo, toda la familia Rivero se traslada al pueblo de Moquehuá en la provincia de Buenos Aires, ya que su padre, empleado ferroviario, había sido designado como jefe de esa estación. Lamentablemente Edmundo enferma gravemente y los médicos del lugar no logran descubrir lo que tenía, por lo que el padre opta por renunciar a su empleo como ferroviario y regresar a Buenos Aires, donde finalmente logran curar al más pequeño de los Rivero.  
Estando en la capital, se instalan en una casona de Saavedra en las calles Av. del Tejar y Manuela Pedraza, donde vivían sus abuelos. Luego tendrían varios domicilios en el barrio, en la calle Tronador, en Cramer y García del Río, y en la calle Juana Azurduy. Edmundo desde pequeño se siente atraído por la música y por la guitarra en particular, en su casa a todas horas se podía escuchar a sus padres cantar y tocar estilos, valses y zambas, y fue su tío Alberto quien le enseñó sus primeras notas en la encordada. Ya siendo alumno en la primaria del Colegio Molinari (Núñez y Roque Pérez), Rivero "debuta" cantando versos del Martín Fierro en uno de los actos patrios.
Siendo adolescente comienza a sentirse intrigado por el Lunfardo, un lenguaje prohibido que su tío le fue enseñando de a poco, y finalmente fue en un aguantadero de Saavedra donde aprendió de primera mano el lunfardo más encriptado a manos de un grupo de delincuentes que allí moraban.      
Alrededor de los 18 años Rivero ya era un guitarrista conocido en el barrio y frecuentaba distintos bodegones y bares, uno de ellos era "El Cajón" ubicado a metros del puente Saavedra, un antiguo boliche donde llegaban malandras, payadores y carreros. Luego de esta etapa de aprendizaje informal, si se quiere, Edmundo comenzaría sus estudios de canto y guitarra clásica en el conservatorio nacional de música y comenzaría a acompañar a cantores de la zona y más tarde de más renombre como la cantora Nelly Omar.
En el año 1932 Leonel Edmundo Rivero cumplió con la Patria en el Regimiento de Granaderos a Caballo "Grl San Martín", sus compañeros siempre lo recordaron por su bonhomía. El Servicio Militar Obligatorio le enseñó a valerse por sí mismo en circunstancias difíciles para un joven. Siempre guardó un grato recuerdo hacia sus compañeros de colimba, sus jefes y sobre todo por los Granaderos de San Martín cuyo uniforme vistió en innumerable cantidad de ocasiones.

## Trayectoria

### Inicio como cantor
Apoyado y empujado por un tío soltero, músico de tango, se dedica a recorrer boliches y escenarios con su infaltable «viola» (guitarra). Acompañó películas mudas en un cine del barrio La Mosca, en Avellaneda donde exhibían la película Resaca.
El protagonista desenfundaba una guitarra y Rivero debía musicalizar la escena.
Un día se animó a cantar también pero el público reaccionó iracundo, haciendo un terrible estruendo dando patadas en el piso. Al día siguiente repitió el número y el dueño del cine lo despidió ante el enojo del público, no acostumbrado a escuchar voces en el filme. 

Cantó en los recreos de la costa de Quilmes (El Pasatiempo, El Zorzal, El Rancho Grande), donde casi siempre se terminaba con entreveros bravíos. Recaló con su hermana Eva en las radios o «broadcastings» de entonces: radio Brusa, radio Buenos Aires... Acompañaban a cantores, pero en ocasiones, cantaban ellos o tocaban música española, clásica, griega o la que fuera.

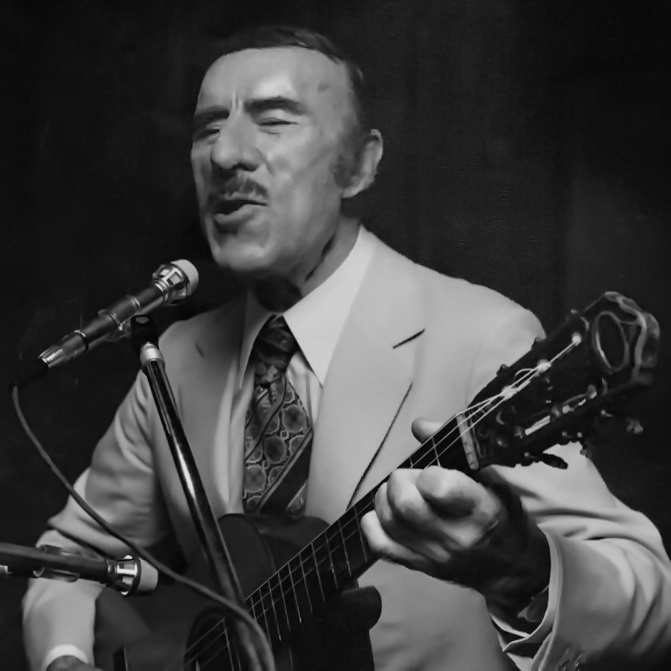
Edmundo Rivero interpretando en vivo con su guitarra, c. 1950

Acompañaría a infinidad de cantores de todo género, incluso de ópera y también a Agustín Magaldi, Nelly Omar, Francisco Amor, el dúo Ocampo-Flores.
En sus inicios formó dúo con su hermana Eva y debutó realizando algunos pequeños conciertos para Radio Cultura interpretando música española y temas clásicos. Su carrera como cantor de tango se inicia con José de Caro y en 1935 se une a la orquesta de Julio de Caro como vocalista, actuando en los bailes de Carnaval del Teatro Pueyrredon de Flores. Más tarde trabajó en la orquesta de Emilio Orlando y, a comienzos de la década de 1940 en la de Humberto Canaro. Después estuvo en otras orquestas, como las Horacio Salgán y Aníbal Troilo, imponiendo su registro de bajo y su inconfundible estilo aporteñado.
El dueño de la emisora la ponía en marcha (a veces se cortaba por falta de potencia) y se marchaba a buscar avisos, quedando todo a cargo del locutor y de los artistas. Como por lo general no había avisos, se iba el locutor y dejaban todo a cargo del dúo, hasta por horas. Las cuentas de publicidad, como se llamarían ahora, eran más bien escasas y chiconas: una zapatería, un sastre, un mercadito. Cuando por casualidad cobraban, era con el producto de algún canje que el propio dueño de la radio aceptaba. 
Edmundo contaba con gracia que su primer sueldo artístico fue parte de esos trueques en especie y cobró puntualmente... un pescado. 
Eso sí, a elegir: pejerrey o merluza. 
En una época que se estilaba el «levante» telefónico. Entre mate y charla, con su amigo Acha, marcaban un número al azar y, si la que atendía era una voz de mujer joven, le dedicaban una canción con acompañamiento y todo. Al no haber grosería ni maldad, la cosa a veces funcionaba. Cierta vez que hicieron eso la mujer que los había atendido y escuchado toda la pieza, preguntó:

«Dígame la verdad: lo que pusieron ¿era un disco o es alguien que está ahí?».

«No, no fue ningún disco, fue mi amigo Rivero —respondió Acha— y le pasó el fono al «Feo».
«Cánteme un poco más, por favor» pidió la dama anónima.
Edmundo siguió entonando para terminar de convencerla. 
«Me gustaría que pasara por mi casa. Tengo un conservatorio y sería bueno que lo escuchara mi hermano. Está formando una orquesta, ¿sabe?
Le pasó la dirección, en la calle México.
Cuando, días después, Rivero fue a visitarla, descubrió que era la casa de Julio De Caro. 
La voz misteriosa era de su hermana Hermelinda y el que estaba formando la orquesta era otro hermano: José de Caro, que lo contrató, aunque el pago era casi inexistente. Esto ocurrió en 1935, pero dos años más tarde fue el propio Julio De Caro quien lo llamó para los carnavales en el cine Pueyrredón, del barrio de Flores. 
Tampoco prosperó la cosa porque la gente se paraba para escucharlo y a Julio eso no le gustaba.
«Cante de otra manera, que acá la gente viene a bailar», le advirtió.
Parece que Rivero no encontró esa otra manera y eso le costó el fulminante despido.
De todos modos, le entró el gusto de cantar con orquesta y aceptó de palabra un contrato con Humberto Canaro. Artísticamente no le fue mal, pero económicamente resultó ruinoso. A partir de ahí comenzó su peregrinaje viendo a directores de orquesta y compañías grabadoras y las repuestas descorazonarían al más pintado:
«No, tiene la voz demasiado grave». «Usted tiene algo en la garganta, cúrese y vuelva». 
«Pero, ¿no estará enfermo del pecho?». Un conocido músico, desde el control de un estudio, y sin advertir que su voz se oía del otro lado de los cristales, sentenció: 
«Díganle que se vaya. Pero ¿de dónde sacaron a ese perro?»
Ese mismo músico, con el correr del tiempo, escribiría: 
«Tiene una voz que es un privilegio de la naturaleza. En su garganta está la riqueza musical de un órgano».

Y el «gaucho» Rivero, que no guardaba rencores, terminaría por grabar varios temas de aquel que lo sentenciara radicalmente. Su voz grave y cavernosa de bajo, el prognatismo de su facies y sus legendarias grandes manos eran la consecuencia de la acromegalia, enfermedad caracterizada por un exceso de hormona de crecimiento.

### Con Troilo
Con Aníbal Troilo, alias Pichuco, empezaron tocando en un baile en el Tigre. Había un lleno completo y cuando «Pichuco» le dijo: «Ahora usted, Rivero...», hubo unos aplausos un poco raros, que a Troilo le sonaron exagerados, largos... Rivero cantó un tango y la gente empezó a dejar de bailar y a arrimarse al palco. Al final no solo aplaudían, sino que gritaban y tiraban cosas al aire.
Rivero cantó otra pieza y más de lo mismo. Troilo olfateó el peligro y creyó que el público se estaba burlando de la extraña voz grave de Rivero. Entonces, sentado con el bandoneón, le dijo por lo bajo, tratando de no ofenderlo:

«Mire, Rivero, mejor bájese del palco, porque me parece que esto viene de "cargada"».

«¿Le parece?».
«¿Y no ve que le tiran cosas?».
«Ah, pero a mí en los bailes siempre me aplauden así».

«¿Está seguro, Rivero?».

El cantor lo tranquilizó. Troilo recordaría siempre aquella anécdota.

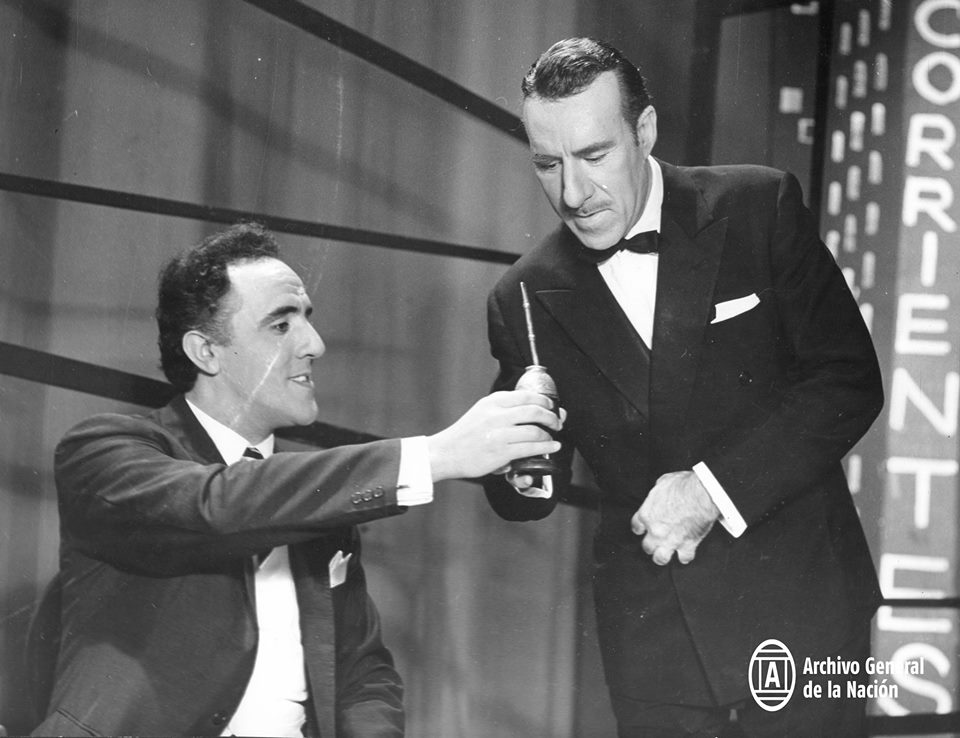
Rivero junto a Adolfo García Grau, en el programa Tango emitido por Televisión Pública, en ese entonces Canal 7. 1962

Pero todavía tuvo que vencer Rivero la antipatía de algunos de los músicos de la orquesta, que le quitaban el micrófono, se lo inclinaban o desprendían de la jirafa sostén, hablaban mal a sus espaldas y hasta le aconsejaban al «Gordo» que lo despidiera. Pero Troilo no sólo estaba mucho más allá de todas las mezquindades, sino que fue quien más supo de cantores y se había enamorado para siempre de él.
A fines de la década del cuarenta se perfiló con una de las voces mayores del tango.
Participó en los filmes El cielo en las manos (1949) y Al compás de tu mentira (1951). En 1952, registró uno de sus sencillos más conocidos titulado «Cuando me entres a fallar». En 1969, Rivero inauguró el local El Viejo Almacén, que se convirtió en uno de principales centros tangueros porteños.

### Últimos años
El 11 de mayo de 1977 viajó a Venezuela, junto con un numerosa comitiva de civiles, que acompañó al dictador Jorge Rafael Videla en visita diplomática a ese país. En diciembre de 1984, asistió a un almuerzo en la quinta presidencial de Olivos en donde se homenajeó a Carlos Gardel. En 1985 recibió el Premio Konex de Platino como el Mejor Cantante Masculino de Tango. El presidente Raúl Alfonsín, que admiraba a Rivero, festejó efusivamente su actuación.

## Salud y fallecimiento
El 24 de diciembre de 1985, Rivero sufrió una miocardiopatía que lo dejó internado en el Sanatorio Güemes tres semanas, hasta su fallecimiento a los 74 años, el 18 de enero de 1986 a las 10:35 horas.

## Discografía

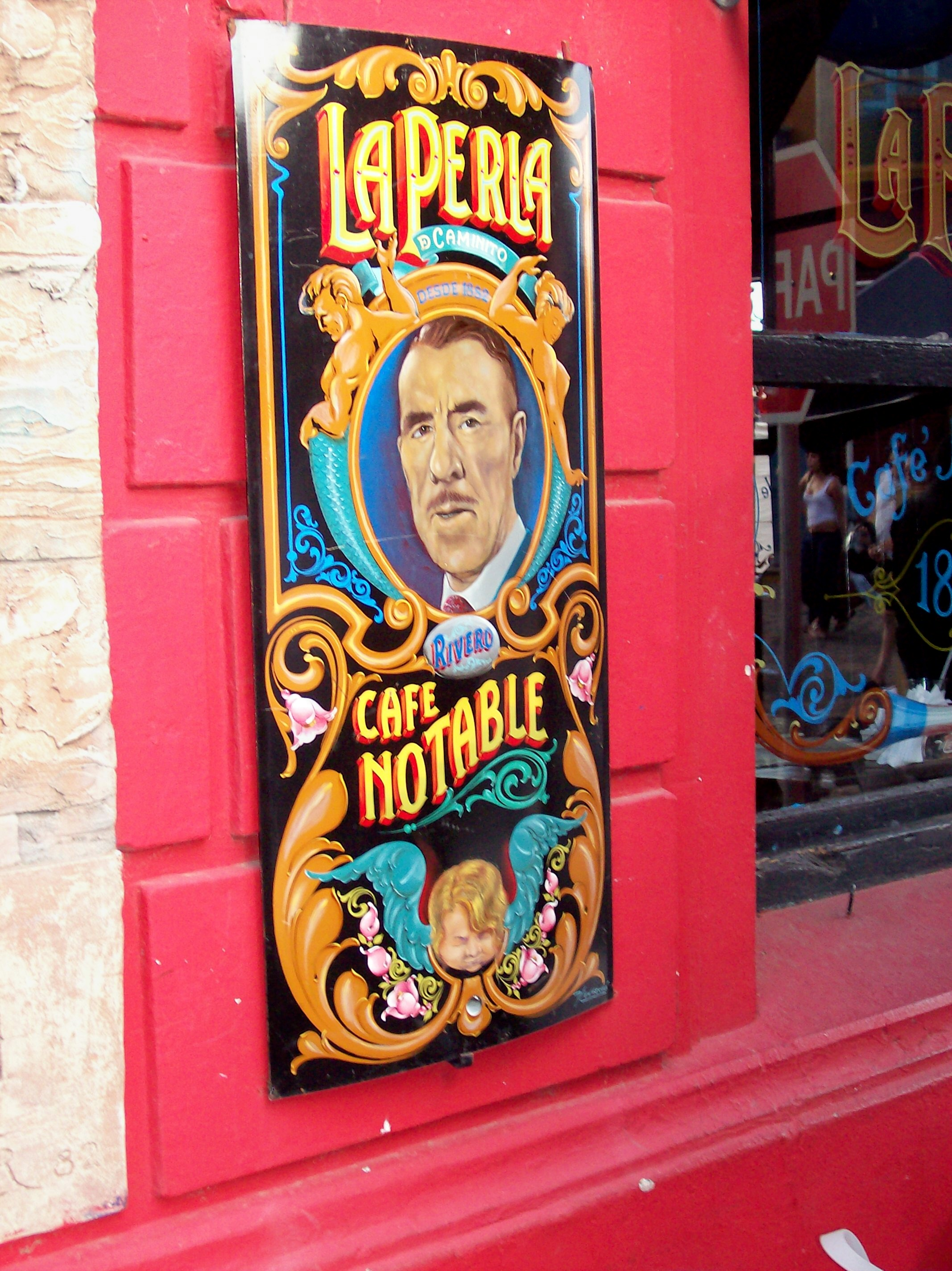
Postal de Edmundo Rivero en un café de Buenos Aires.

Discografía completa, grabaciones y participaciones realizadas por Edmundo Rivero:
- con Los cantores del Valle (1946)
- con Orquesta de Aníbal Troilo (1947, 1948, 1949)
- Solista (1950-1957) con acompañamiento de guitarras, con Orquesta de Víctor Buchino, con Orquesta de Carlos Figari, cantor invitado de la orquesta de Aníbal Troilo
- con Orquesta de Horacio Salgán (1957)
- Solista con acompañamiento de guitarras y con orquesta de Carlos Figari (1958, 1959)
- "Edmundo Rivero canta a Discepolo" con orquesta de Héctor Stamponi (1959)
- "Edmundo Rivero y la orquesta de Carlos Di Sarli" (1960)
- "Edmundo Rivero en Montevideo" doble 45 RPM (1961)
- "Tangos que hicieron época" con orquesta de Mario De Marco (1961)
- "Horacio Salgán y Edmundo Rivero" (1961)
- "Pelota de cuero" (1962)
- "Bronca" con la orquesta de Mario de Marco (1962)
- "Mano a mano con Celedonio Flores" con orquesta de Mario de Marco (1963)
- "En lunfardo Vol 1" con acompañamiento de guitarras (1964)
- "Rivero en la intimidad" (1964)
- "El tango" música de Piazzolla y letras de Borges" (1965)
- "Rivero siempre Rivero" (1965)
- "Edmundo Rivero espectacular" con orquesta de Roberto Pansera (1966)
- "Dale tanto" (1967)
- "En lunfardo Vol 2" con acompañamiento de guitarras (1967)
- "Evocando a Gardel" con acompañamiento de guitarras (1968)
- "En lunfardo Vol 3" con acompañamiento de guitarras (1968)
- "Coplas del viejo almacén" con acompañamiento de guitarras (1969)
- "Entre tango y tango" con orquesta de Horacio Salgán (1970)
- "Callejón" con orquesta de Mario De Marco (1970)
- "Arigató Japón, arigató" con orquesta de Mario De Marco (1970)
- Simple con orquesta de Héctor Stamponi (1971)
- "Romance para una vereda" con orquesta de Raúl Garello y guitarras (1971)
- "Canciones para mi pueblo" (1972)
- "Amigos que yo quiero" (1973)
- "Lunfa reo" (1975)
- "A todo Rivero" con orquesta de Osvaldo Tarantino (1976)
- "Viejo baldío" (1978)
- "Rivero 1980" (1980)
- "En vivo en el viejo almacén" inédito (1980)
- Grabación para ATC (1980)

### Sencillos
Algunas piezas grabadas por Edmundo Rivero son:
- «Desde la cana»
- «Calle Cabildo»
- «Amablemente»
- «Línea 9»
- «Para vos, hermano tango»
- «Quién sino tú»
- «Pobre rico»
- «Malón de ausencia»
- «A Buenos Aires»
- «La toalla mojada»
- «Cafetín de Buenos Aires»
- «Confesión»
- «Sur»
- «El deschave»
- «Tirate un lance»
- «Niebla del riachuelo»

## Filmografía
Intérprete
- Argentinísima II (1973)
- Buenos Aires, verano 1912 (1966) dir. Oscar Kantor
- Pelota de cuero (Historia de una pasión) (1963)
- La diosa impura (1964) dir. Armando Bo
- El cielo en las manos (1950) dir. Enrique de Thomas: Cantante

Intérprete de la música
- El cielo en las manos (1950) dir. Enrique de Thomas: Cantante

Colaboración
- Buenos Aires, la tercera fundación (1980)